# Dirk Williams
Dirk Stethan Williams Jr. (Homewood, Alabama; 24 de agosto de 1994) es un baloncestista estadounidense que pertenece a la plantilla del Hapoel Yossi Avrahami Eilat de la Liga Leumit, la segunda división israelí. Con 1,96 metros de estatura, juega en la posición de escolta.

## Trayectoria deportiva

### Universidad
Comenzó su andadura universitaria en el Tallahassee Community College de la NJCAA, donde jugó dos temporadas, en las que promedió 14,7 puntos por partido.
Ya en la División I de la NCAA, jugó dos temporadas más con los Blazers de la Universidad de Alabama en Birmingham, en las que promedió 9,9 puntos, 3,6 rebotes y 1,5 asistencias por partido. En la primera de ellas fue elegido mejor sexto hombre de la Conference USA.

#### Estadísticas en la NCAA
| Año     | Equipo | PJ | PT | MPP  | %TC  | %3P  | %TL  | RPP | APP | ROB | TPP | PPP  |
| ------- | ------ | -- | -- | ---- | ---- | ---- | ---- | --- | --- | --- | --- | ---- |
| 2015-16 | UAB    | 33 | 1  | 18.9 | .482 | .384 | 89.8 | 3.9 | 1.3 | .4  | .5  | 9.3  |
| 2016-17 | UAB    | 33 | 30 | 28.7 | .406 | .343 | 79.2 | 3.4 | 1.6 | .4  | .3  | 10.5 |
| Total   | Total  | 66 | 31 | 23.8 | .439 | .360 | .843 | 3.6 | 1.5 | .4  | .4  | 9.9  |

### Profesional
Tras no ser elegido en el Draft de la NBA de 2017, el 18 de septiembre fichó por los Sheffield Sharks de la British Basketball League. Allí jugó dos temporadas, promediando en la segunda de ellas 19,2 puntos y 5,1 rebotes por partido.
Para la temporada 2019-20 fichó por el ZTE KK de la Nemzeti Bajnokság I/A, la primera división húngara. Acabó la misma promediando 16,9 puntos y 3,7 rebotes por partido.
La temporada siguiente regresaría a la liga británica, fichando por los London Lions. Jugó dos temporadas, en la primera de ellas fue incluido en el mejor quinteto de la liga, tras promediar 17,6 puntos y 3,6 rebotes por encuentro.
El 22 de julio de 2022, sin cambiar de liga, fichó por los Manchester Giants. Jugó una temporada, promediando 19,0 puntos y 4,1 rebotes por partido, volviendo a ser incluido en el mejor quinteto de la BBL.
El 1 de agosto de 2023 fichó por el equipo francés del Élan Chalon de la LNB Pro A.